# Мала енциклопедія Латвійської РСР
«Мала́ енциклопе́дія Латві́йської РСР» (латис. Latvijas PSR mazā enciklopēdija) — латиська 3-томна енциклопедія, присвячена історії та культурі Латвії і Східної Балтики. Видана у 1967—1970 роках у Ризі, Латвійська РСР, у видавництві Zinātne. Наклад — 50 тисяч примірників. 1972 року було видано окремий том з індексом осіб і місцевостей. У складанні енциклопедії взяли участь більше 2 тисяч авторів. Головний редактор — Вілліс Самсон. Має 12175 гасел, з яких 2876 — біографії. Містить 3 тисячі ілюстрацій. Статті на політичні й історичні теми відцензуровані відповідно до радянської ідеології та російської історіографічної традиції.

## Видання
- Latvijas PSR mazā enciklopēdija / Vilis Samsons. 1—3. sējums (A-Ž). Rīga: Zinātne, 1967—1970.
  - Rīga: Zinātne, 1967, S. 1.
  - Rīga: Zinātne, 1970, S. 3.